# FADA P-54
 (octobre 2021).
La mise en forme du texte ne suit pas les recommandations de Wikipédia : il faut le « wikifier ».
Les points d'amélioration suivants sont les cas les plus fréquents :
- Les titres sont pré-formatés par le logiciel. Ils ne sont ni en capitales, ni en gras.
- Le texte ne doit pas être écrit en capitales (les noms de famille non plus), ni en gras, ni en italique, ni en « petit »…
- Le gras n'est utilisé que pour surligner le titre de l'article dans l'introduction, une seule fois.
- L'italique est rarement utilisé : mots en langue étrangère, titres d'œuvres, noms de bateaux, etc.
- Les citations ne sont pas en italique mais en corps de texte normal. Elles sont entourées par des guillemets français : « et ».
- Les listes à puces sont à éviter, des paragraphes rédigés étant largement préférés. Les tableaux sont à réserver à la présentation de données structurées (résultats, etc.).
- Les appels de note de bas de page (petits chiffres en exposant, introduits par l'outil «  Source ») sont à placer entre la fin de phrase et le point final[comme ça].
- Les liens internes (vers d'autres articles de Wikipédia) sont à choisir avec parcimonie. Créez des liens vers des articles approfondissant le sujet. Les termes génériques sans rapport avec le sujet sont à éviter, ainsi que les répétitions de liens vers un même terme.
- Les liens externes sont à placer uniquement dans une section « Liens externes », à la fin de l'article. Ces liens sont à choisir avec parcimonie suivant les règles définies. Si un lien sert de source à l'article, son insertion dans le texte est à faire par les notes de bas de page.
- La présentation des références doit suivre les conventions bibliographiques. Il est recommandé d'utiliser les modèles {{Ouvrage}}, {{Chapitre}}, {{Article}}, {{Lien web}} et/ou {{Bibliographie}}. Le mode d'édition visuel peut mettre en forme automatiquement les références.
- Insérer une infobox (cadre d'informations à droite) n'est pas obligatoire pour parachever la mise en page.

Pour une aide détaillée, merci de consulter Aide:Wikification.
Si vous pensez que ces points ont été résolus, vous pouvez retirer ce bandeau et améliorer la mise en forme d'un autre article.
 (octobre 2021).
Si vous disposez d'ouvrages ou d'articles de référence ou si vous connaissez des sites web de qualité traitant du thème abordé ici, merci de compléter l'article en donnant les références utiles à sa vérifiabilité et en les liant à la section « Notes et références ».
La FADA P-54 était le premier véhicule utilitaire fabriqué par la toute nouvelle société FADA, renommée SAVA en 1957, un triporteur de moyennes dimensions bien plus sophistiqué que les matériels existants alors sur le marché espagnol, les petits "motocarros".

## Histoire

### Contexte
Depuis la fin de la guerre civile espagnole, l'industrie automobile espagnole était inexistante. Le pays était frappé par les sanctions internationales et le général Franco s'étant enfermé dans une politique d'autarcie totale. Toutes les filiales des constructeurs étrangers important des véhicules ou les produisant sur place ayant fermé leurs usines, faute d'approvisionnements en matières premières et composants importés.
À l'exception de quelques artisans, jusqu'en 1952, l'Espagne ne comptait aucun constructeur spécialisé dans la production de véhicules utilitaires. 

### Histoire de FADA & SAVA
En 1938, Francesco Scrimieri, salarié du groupe italien FIAT, vient en Espagne comme volontaire civil avec les troupes fascistes de Mussolini. Affecté au parc mobile de Valladolid, à la fin de la guerre civile, il décide de rester en Espagne. En 1940, avec un ami italien, il crée la société FADA - Fabricación de Artículos de Aluminio (Fabrication d’Articles en Aluminium), une entreprise spécialisée dans les ustensiles de cuisine en aluminium. Peu après, son ami et associé décide de rentrer en Italie, son pays natal, et Francesco Scrimieri reste seul à la tête de la société. 
L'entreprise se développe rapidement et se diversifie. En 1952, elle commence à fabriquer des petits triporteurs, avec l'aide d'un constructeur des fameux "motocarri" italiens. 
En 1954, FADA présente le P-54, un utilitaire de forte capacité à trois roues avec une charge utile de 1,5 T. En 1957, la société SAVA - Sociedad Anónima de Vehículos Automóviles est créée afin de lever les capitaux nécessaires pour faire face aux changements stratégiques. Elle intègre en son sein la société FADA et poursuit la production du P-54 à 3 roues sous la marque SAVA, mais avec une charge augmentée à 2 tonnes et surtout une nouvelle cabine avancée aux formes plus classiques.
SAVA va ensuite développer son offre avec des modèles plus classiques à 4 roues affinés à partir de 1959, dès que la société aura reçu l'autorisation gouvernementale pour fabriquer ce type de véhicule à raison de 1.000 exemplaires annuels au maximum. notamment avec le SAVA P-58 dont les lignes avaient été étudiées en interne et, à partir de 1962, avec la fabrication sous licence BMC, du fourgon SAVA LDO-5.

## Le FADA P-54
Le FADA P-54 est un utilitaire triporteur lourd équipé d'un moteur à 4 temps avec démarrage électrique, une boîte de vitesses à 5 rapports plus marche arrière et d'une cabine fermée en métal avec vitres coulissantes sur les portières. 
Cette première tentative de commercialisation d'un utilitaire triporteur lourd va connaître un succès très limité. 

## Le SAVA P-54
En 1957, la société SAVA - Sociedad Anónima de Vehículos Automóviles est créée et absorbe la société FADA. SAVA va poursuivre la fabrication du P-54 à 3 roues mais sous la marque SAVA. C'est en fait un nouveau modèle, sans grands changements structurels par rapport au FADA mais il dispose d'une charge utile augmentée de 500kg, portée à 2 tonnes. La cabine de type avancée est entièrement nouvelle. Elle est d'un style classique aux formes rondes et peut accueillir le conducteur et un passager. 
La production du SAVA P-54 va s'arrêter en 1959. SAVA ne fabriquera plus de triporteurs mais des véhicules classiques de moyen tonnage à 4 roues, comme le SAVA P-58, un petit camion de 2,5 tonnes de charge utile.